# Cyrille Aillet
Cyrille Aillet, nacido el 22 de octubre de 1974 en Cahors (Francia), es un historiador francés, medievalista, especializado en la historia del Islam medieval, particularmente del Occidente musulmán (Magreb-al-Ándalus), de los mozárabes y del ibadismo magrebí.
Actualmente es profesor en la Universidad Lumière-Lyon II.

## Biografía
Cyrille Aillet estudió en la École normale supérieure (Ulm) de 1995 a 1999. Se licenció en Historia en ese último año. Se formó como hablante de árabe: «Tuve la oportunidad de aprender árabe con maestros comprometidos y apasionados, primero Houda Ayoub en la ENS, luego Ghalib al-Hakkak en la Sorbona y Ali al-Waeida en Madrid».
Es exmiembro de la Escuela de Altos Estudios Hispánicos-Casa de Velázquez de Madrid donde permaneció de 2001 a 2003.
Su tesis doctoral en historia medieval se titula: Les Mozarabes : christianisme et arabisation en Al-Andalus (ixe – xiie siècle). La defendió en 2005 en la Universidad de París VIII, bajo la dirección de Gabriel Martinez-Gros.
Cyrille Aillet fue primero asistente en la Universidad de París VIII de 1999 a 2001. Enseñó en la escuela media y secundaria de 2003 a 2006. Fue profesor en la Universidad de París-VIII de 2005 a 2006. En ese último año, Cyrille Aillet se convirtió en profesor de historia de los mundos musulmanes medievales en la Universidad de Lyon-2. En 2013, fue nombrado miembro junior del Instituto Universitario de Francia.

## Publicaciones principales
- (dir.) con M. Penelas y Ph. Roisse, ¿Existe una identidad mozárabe? Historia, lengua y cultura de los cristianos en al-Andalus (siglos IX-XII), Madrid, Colección de la Casa de Velázquez, vol. 101, 2008, 334 págs.
- Les Mozarabes. Islamisation, arabisation et christianisme en péninsule Ibérique (ixe – xiie siècle), Madrid, Bibliothèque de la Casa de Velázquez, vol. 45, 2010, 418 págs.